# 杉谷琉灰蝶
杉谷琉灰蝶，又名杉谷琉璃小灰蝶。

## 描述
本種為中型灰蝶，具有明顯的雌雄二型性。雄蝶體背為暗褐混藍色，腹面白色，頭部具褐色毛及白色額帶。觸角黑褐色帶白環，下唇鬚白中帶褐，第三節棒狀。前足跗節癒合並末端彎曲尖銳。前翅長13-16 mm，呈三角形、外緣略突出，後翅圓扇形。翅背面為藍紫色，前翅有黑褐色細邊，後翅前緣帶灰，亞外緣具一列模糊黑斑。
雌蝶外形與雄蝶類似，但翅背面底色偏褐，藍色鱗片較少。前翅有明顯白紋，翅緣黑邊更寬，藍紋外側泛白。雌蝶前足跗節不癒合，與雄蝶不同。
兩性翅腹面底色皆為白色，帶藍調，散布黑褐色斑紋與線條。前翅中央斑點排成兩列，M1與M2斑點略向外偏。後翅斑點蜿蜒排列，CuA2室斑點融合，M2斑點呈長條狀。翅緣具一列深色點及一列模糊弦月狀紋。中室末端有細線紋，翅基及中室內有暗色小點。緣毛為白色，翅脈末端褐色。

## 分佈
分布於日本、朝鮮半島、華西至華南及臺灣，臺灣則見於低至中海拔山區。

## 棲地
主要棲息於常綠闊葉林，一年一代，春季出現。成蝶飛行敏捷，會訪花，雄蝶喜至濕地吸水；幼蟲以山茱萸科燈台樹的花與花苞為食。

## 亞種
目前已確認的亞種有5個：
- Celastrina sugitanii ainonica Murayama, 1952
- Celastrina sugitanii kyushuensis Shirôzu, 1948
- Celastrina sugitanii leei Eliot & Kawazoé, 1983
- Celastrina sugitanii shirozui Hsu, 1987[3]
- Celastrina sugitanii sugitanii Mastumura, 1919